# Norellisoma alpestre
Norellisoma alpestre är en tvåvingeart som beskrevs av Ignaz Rudolph Schiner 1862. Norellisoma alpestre ingår i släktet Norellisoma och familjen kolvflugor. Inga underarter finns listade i Catalogue of Life.